# Pi-Pío
Pi-Pío es el primer personaje de historietas, dirigido al público infantil, creado por Manuel García Ferré, y que fue publicado durante tres décadas en la revista Anteojito. 
Se trata de un pollo que ejerce como sheriff en el pueblo de Villa Leoncia.
Fue editado originalmente en la revista Billiken en el año 1952, para pasar a ser posteriormente parte central de la revista Anteojito, editada por García Ferré desde 1964. En sus primeras ediciones no era un sheriff, sino un linyera que paseaba por el campo y encontraba aventuras a su paso, interactuando con otros animales; con el paso del tiempo, los personajes animales fueron reemplazados por humanos, entre los cuales el pollito era el único animal antropomorfo, si bien siguió interactuando y hablando con su caballo, Ovidio. Desde entonces, viste como un cowboy, con sombrero de cuero, una túnica que parece un cascarón de su huevo, del que nunca habría terminado de salir, y un cinturón con pistolas; generalmente ostenta una estrella de sheriff.
Sus aventuras consistían generalmente en castigar las andanzas del bandido Paco-Pum —un cowboy bajito, con su boca continuamente cubierta con un pañuelo— y sus cómplices, generalmente dos: el que figuraba siempre junto al bandido era delgado y alto, montando un caballito de madera, y su nombre era Pepe "el Largo"; el otro, más corpulento, se llamaba Toto.
Si bien el pueblo de Villa Leoncia es también la localidad en que viven otros personajes de García Ferré, como Anteojito, Hijitus o Calculín, Pi-Pío sólo interactuaba habitualmente con este último.